# Broadcast (musikgrupp)
Broadcast var en brittisk musikgrupp bildad i Birmingham, England 1995 av Trish Keenan, Roj Stevens, Tim Felton och James Cargill. Under en period var även Steve Perkins en del av gruppen. Mellan 2005 och 2010 var Trish Keenan och James Cargill de enda medlemmarna. Efter Keenans bortgång i januari 2011 har Cargill jobbat på ett nytt album. Det kommer innehåller sång av Keenan inspelad innan hennes bortgång.

## Historia
Broadcast albumdebuterade med The Noise Made by People på skivbolaget Warp 2000, men dessförinnan hade de givit ut ett antal singlar på mindre bolag. Dessa finns samlade på skivan Work and Non-Work. 2003 kom uppföljaren Haha Sound som mottogs väl av musikkritiker.
Albumet Tender Buttons från 2005 har ett mer minimalistiskt formspråk, vilket delvis berodde på att Broadcast under inspelningen av albumet var en duo. Soundet på detta albumet uppvisar också en del influenser från 1980-talspop.
2009 gav Broadcast ut Broadcast & The Focus Group Investigate Witch Cults som är ett samarbete med den brittiske konstnären och formgivaren Julian House. House har på det egna skivbolaget Ghost Box givit ut experimentella ljudcollage under just namnet The Focus Group, och detta album beskrivs mest som ett tämligen abstrakt collage, även om ett antal spår går i Broadcasts mer traditionella stil.
Trish Keenan avled 42 år gammal i sviterna av lunginflammation och svininfluensa 14 januari 2011. "This is an untimely tragic loss and we will miss Trish dearly - a unique voice, an extraordinary talent and a beautiful human being", skrev skivbolaget Warp i ett pressmeddelande. James Cargill sade efter Keenans bortgång att han skulle färdigställa ett album som spelades in innan hennes bortgång. Det albumet har ännu (2021) inte släppts.

## Diskografi

### Studioalbum
- 2000 – The Noise Made by People
- 2003 – Haha Sound
- 2005 – Tender Buttons
- 2009 – Broadcast and The Focus Group Investigate Witch Cults of the Radio Age

### Samlingsalbum
- 1997 – Work and Non Work
- 2006 – Future Crayon
- 2009 – The Noise Made by People/Haha Sound